# Огњен Авлијаш
Огњен Авлијаш (Сарајево, 4. март 1974) српски је књижевник и адвокат из Босне и Херцеговине.

## Биографија
Рођен је 4. марта 1974. године у Сарајеву. У родном граду завршио је основну школу и гимназију. Године 2001. дипломирао на Правном факултету у Крагујевцу. Правосудни испит положио 2003. године у Београду, а у адвокатури је од 2007. године. Живи и ради у Бијељини у Републици Српској.

## Дела
- Шетач у строју (Граматик, Београд 2018)[4][5]
- Виноград Мехмед-бега (Друштво књижевника и књижевних преводилаца Ниша, Ниш 2020)[6]